# H.C.D. Müller
Hans Christian Diderik Müller (født 5. september 1835 i Odense, død 4. februar 1902 i Herfølge) var en dansk præst og politiker, far til Christian Frimodt-Møller. En søster til ham var gift med Gollich Strøm.

## Kirkelig karriere
Han var søn af kasserer ved Odense Fattigvæsen og i Fyens Stifts Sparekasse, kancelliråd Hans Müller (1800-1871) og Marie Margrethe Lütken (1795-1874). Han blev student fra sin fødebys skole 1854 og teologisk kandidat 1859. Müller arbejdede derefter i en årrække på skolevæsenets område og var navnlig underbestyrer af Professor Bjerrings pigeskole 1863-75, ligesom han 1870-78 var medlem af Kommissionen for afholdelse af skolelærereksamen. I 1875 overtog han gejstligt embede som sognepræst for Bregninge på Tåsinge, blev 1882 sognepræst for Ledøje og Smørum og 1886 for Herfølge (indtil 1893 med Sædder som annekssogn). 1895 blev han Ridder af Dannebrog. 1896 var han medstifter af og en tid næstformand for Præsteforeningen.

## Kirkeretlig forfatter
Allerede som ung teologisk kandidat gjorde Müller sig i Tyskland og Schweiz bekendt med kirkelige forfatningsforhold og anstalter for fattigpleje, nød fra 1866 i flere år kultusministeriel understøttelse til studium af kirkeret og udgav i årene 1868-71 sit hovedarbejde: Om Stat og Kirke eller de religiøse og kirkelige Forhold i Danmark efter Danmarks Riges Grundlov (ufuldendt), et værk, hvis indholdsrigdom må anerkendes, selv om dets grundbetragtning af Folkekirken som selvstændigt retssubjekt ikke kan holde for en skarp juridisk prøvelse. Sine kirkeretlige anskuelser hævdede Müller jævnligt i tale og skrift.

## Politiker
I midten af 1860'erne var Müller en virksom deltager i forhandlingerne om de ringerestillede samfundsklassers kår og udarbejdede i 1866 i Centralkomiteens udvalg det første udkast til Københavns fælles velgørenhedsforening. I årene 1869-72 repræsenterede Müller Middelfartkredsen i Folketinget og deltog med iver i behandlingen af spørgsmål om kirke og skole, videnskab og kunst og landbosager. Han faldt 1873 og stillede sig senere flere gange til folketingsvalg, henholdsvis i Middelfartkredsen og Køgekredsen, uden at opnå valg.
I en anselig række bladartikler og politiske skrifter forfægtede han Højrepartiets statsretlige anskuelser, og han var en af partiets mest energiske debattører. Bekendte er endvidere hans grundige håndbøger over de politiske valg 1848-94 (1867 og 1894) og ministerierne 1848-66 (1867). Müller hørte utvivlsomt til de mænd, der var bedst hjemme i Danmarks politiske historie siden 1848. Som taler og skribent havde han både slagfærdighed og originalitet, men stoffets beherskelse står ikke altid fuldt på højde med dets righoldighed.

## Ægteskaber
Müller blev gift 1. gang 8. september 1870 i Sankt Johannes Kirke med Cornelia Marie Nicoline Frimodt (18. september 1836 på Birkendegård, Værslev Sogn - 12. september 1888 i Herfølge), datter af godsinspektør på Lerchenborg, kammerråd, landvæsenskommissær, exam.jur. Johan Frimodt (1792-1855) og Nicoline Cathrine født Nielsen (1798-1882). I sit 2. ægteskab giftede Müller sig 21. april 1891 i Roskilde med Ida Juliane Jacobine Bull (3. oktober 1850 i København - 25. marts 1901 i Herfølge), datter af litograf Otto Adolph Emil Bull (1814-1874) og Elise Margrethe født Frantzen (1821-1890).
Han er begravet på Herfølge Kirkegård.